# Trương Định

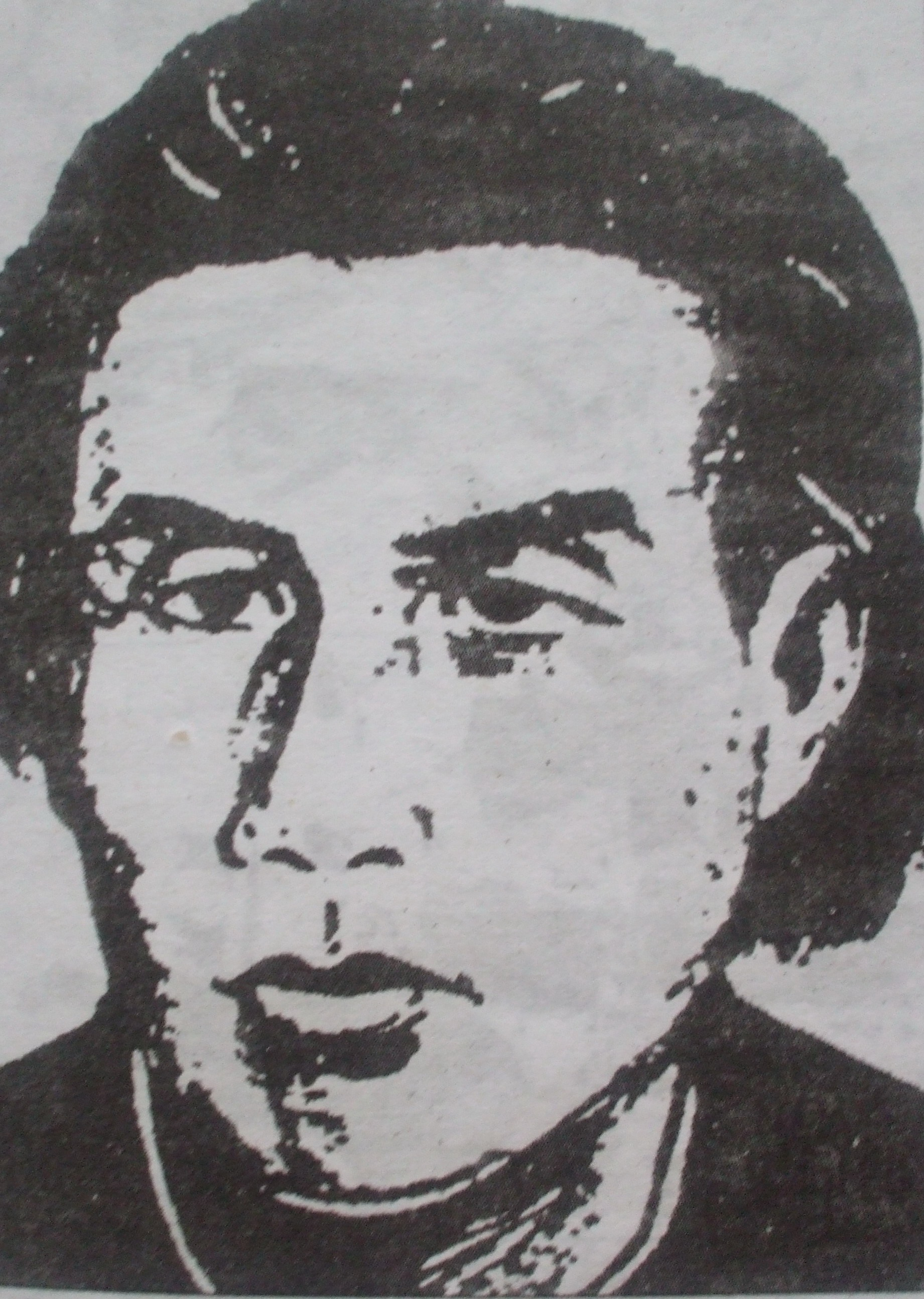
Trương Định.

Trương Định (c. 1820 – 19 de agosto de 1864), también conocido como Trương Công Định, fue un mandarin, guerrero y militar que trabajo para de la dinastía Nguyễn de Vietnam bajo el cargo del Emperador Tự Đức. Es mayormente conocido por su liderazgo de un ejército de guerrilla en Vietnam del sur contra la invasión francesa en defiance del emperador. El se rehúso a reconocer Tratado de Saigón, firmado en 1862, en la que Vietnam se obligaba a cederle territorio a Francia.

## Primeros años
Hijo de un mandarín militar del centro de Vietnam, Định se trasladó al sur cuando su padre fue destinado a Gia Định como comandante provincial. Định se crio para dirigir una colonia militar, supervisando el asentamiento y el desarrollo económico de su distrito electoral. Se ganó la reputación de ser un líder capaz y promotor inmobiliario que cuidaba de su gente. Cuando Francia comenzó su invasión del sur de Vietnam en 1859, Định organizó una milicia local para reforzar el ejército imperial. Mientras las unidades del ejército regular sufrían derrotas en el campo de batalla, sus restos se unieron a los partisanos de Định, y para 1861, tenía alrededor de 6.000 hombres bajo su mando. Định construyó su propia base de resistencia y organizó ataques guerrilleros contra los franceses. Su éxito llevó a Tự Đức a otorgar a Định el mando de los partisanos del sur y a ordenar a los comandantes regulares que coordinaran sus planes con él. Las fuerzas de Định se ganaron rápidamente el respeto de los franceses. Se centraron en desbaratar la burocracia francesa y los puestos militares, además del transporte de arroz. Su ataque más notable fue el hundimiento de "L'Espérance" en diciembre de 1861.
En medio de los crecientes reveses militares, Vietnam firmó el Tratado de Saigón en junio de 1862, perdiendo tres provincias del sur que se convirtieron en la colonia francesa de Cochinchina. Tự Đức espera que, respetando el tratado, Vietnam pueda negociar el futuro retorno del territorio. Ordenó a los partisanos que se disolvieran, pero Định se negó a reconocer el tratado y desobedeció al monarca, luchando en defensa de su patria. Con la pérdida del apoyo imperial, las fuerzas de Định comenzaron a luchar contra los recursos superiores de los franceses. Sus hombres se fueron desgastando poco a poco y, tras una emboscada, Định se suicidó para evitar ser capturados.
Los historiadores vietnamitas y franceses han debatido ferozmente la decisión de Định de ignorar el tratado. La eficacia de la insurgencia de Định llevó a los funcionarios franceses a afirmar que Đức le estaba ayudando en secreto, violando así el tratado, un pretexto que los franceses utilizaron para apoderarse de otras tres provincias en 1867. Los registros vietnamitas cuestionan esto, alegando que Tự Đức intentó asegurar el cumplimiento del tratado por parte de Định. El desafío de Định al emperador ha llevado a los historiadores a debatir si sus acciones fueron motivadas por un rechazo a la autoridad del monarca o si desobedeció en un intento de ayudar a Tự Đức Định sigue siendo ampliamente respetado entre los vietnamitas de todas las tendencias políticas. Durante la guerra de Vietnam, los historiadores comunistas trataron de presentar al Việt Cộng como el sucesor moderno de Định.
Định nació en el Bình Sơn Distrito en el Quảng Ngãi prefectura en Quảng Provincia de Nam en el centro de Vietnam. El hijo de un mandarín militar llamado Trương Cầm, Định se fue al sur en la década de 1830 cuando su padre fue destinado a Gia Định como comandante provincial.  Định gozaba de una reputación entre los locales por sus habilidades marciales y conocimiento de los clásicos militares. Se casó con la hija de un acaudalado residente de Tân An en la cercana provincia de Dinh Tuong, y se mudó allí después de la inesperada muerte de su padre. Era probable que hubiera regresado a Vietnam central si no se hubiera casado.
Định aprovechó su mejor condición socioeconómica para reclutar a un grupo de personas empobrecidas, a quienes organizó para despejar tierras y fundar una đồn điền ('colonia militar') en Gò Công. Esto ocurrió después de la orden del emperador Tự Đức de 1854, que concedió al general Nguyễn Tri Phương permiso para organizar los gravámenes del sur de esta manera. En reconocimiento a sus logros, las autoridades mandarinas otorgaron a Định el rango de subcomandante del regimiento.  Su éxito en el desarrollo de `đồn điền se atribuyó a su capacidad organizativa, así como a su genuina preocupación por el bienestar de las personas que se encontraban bajo su protección, lo cual aseguró que tuvieran suficiente para comer y algo que usar.Se le consideraba enérgico, valiente y compasivo.  En agradecimiento por las habilidades de desarrollo de la tierra de Định, los campesinos le dieron el segundo nombre Công, que significa "gran servicio público".

## Invasión francesa en 1859
El proceso de colonización de Vietnam comenzó en septiembre de 1858 cuando una fuerza franco-española desembarcó en Da Nang en el centro de Vietnam e intentó dirigirse a la capital, Después de atarse, navegaron hacia el sur menos defendido. Los franceses y los españoles capturaron rápidamente el Ciudadela de Saigón en febrero de 1859 el comandante de la fortaleza se suicidó. La ciudadela fue arrasada y los suministros sustanciales fueron confiscados.  Las tropas imperiales sin líder y derrotadas huyeron desordenadas. Los ataques fueron ordenados por el emperador francés Napoleón III. Los diplomáticos franceses, los oficiales de la marina, los comerciantes y los misioneros habían abogado durante mucho tiempo por la expedición. Los misioneros querían que la administración francesa facilitara su trabajo convirtiendo a los vietnamitas al catolicismo, mientras que las figuras militares y de negocios vieron oportunidades comerciales en Vietnam. Las motivaciones de Napoleón eran principalmente imperiales, estratégicas y comerciales, pero le pareció conveniente citar la "libertad de religión" como su justificación para actuarLa dinastía Nguyễn era confuciana ist y había restringido la actividad de los misioneros. El sistema de creencias del cristianismo era incompatible con la creencia confuciana de que el monarca era el "hijo del cielo".
En respuesta a la destrucción de la Ciudadela de Saigón, Định organizó sus gravámenes locales en una fuerza guerrillera que inicialmente contaba con entre 500 y 1000 hombres, operando desde Thuan Kieu <Estaban armados con lanzas blancas, lanzas de fuego, cuchillos, sables, palos de bambú y espadas, entrenados y de guardia cuando era necesario. Como un notable local respetado por su liderazgo y capacidad militar, Định asumió naturalmente un papel de liderazgo en el movimiento partidista que respondió a los llamamientos de resistencia popular de Đức contra la agresión europea. En la fase inicial del conflicto, las milicias locales se concentraron en la evacuación de la población de las zonas ocupadas por los franceses, al tiempo que instaron a los que optaron por permanecer en ellas a que no cooperaran por la cooperación con los europeos. Se enviaron francotiradores a las zonas francesas para asesinar a soldados aislados. 
En 1861, Định trasladó a sus hombres a la subprefectura de Tân Hòa en el área de Gò Công. Tan Hoa era un lugar ideal para una base de resistencia. Estaba cerca de los grupos de resistencia recién formados liderados por Nguyễn Trung Trực, Tran Xuan Hoa y otros en el área de Gò Công y Mỹ Tho, pero también estaba cerca de Saigon. En febrero, los franceses atacaron la ciudadela de Ky Hoa, apoderándose del fuerte después de dos días, junto con una gran cantidad de armas, artillería y alimentos.<Habiendo luchado en Ky Hoa,  Định incorporó soldados del ejército imperial derrotado a sus filas, porque su comandante Vo Duy Ninh se había suicidado. En mayo de 1861, el almirante  Léonard Charner ordenó la disolución de la đồn điền' de Gò Công. Se dedicó a confiscar la tierra de aquellos vietnamitas que permanecieron leales a la monarquía, dándola a sus colaboradores. Las imposiciones francesas contra el comercio de arroz a través de las vías fluviales cercanas causaron una nueva reacción de la población local de Gò Công./En 1861, los líderes de la resistencia en el área de Gò Công delegaron Định para viajar a Biên Hòa para pedir permiso al Comisionado Militar Imperial Nguyen Ba Nghi para "dar la vuelta a la situación". Định comenzó a almacenar alimentos, fabricar armas y reclutar fuerzas de la población con la ayuda de oficiales del ejército imperial. Sus fuerzas crecieron a unos 6.000 hombres en junio de 1861. Los franceses comenzaron a informar que los juncos de Singapur y Hong Kong habían llegado a Gò Công con cargamentos de armas de fabricación europea.  Las fuerzas de Định comenzaron a infligir daños sustanciales a las tropas europeas, en gran medida debido a su conocimiento íntimo del terreno, su habilidad para atacar y huir de las tácticas de la guerrilla y el apoyo de los aldeanos locales.<Nombrado teniente coronel,

## La desobediencia de Hue
Las acciones de Định tras el Tratado de Saigón han sido durante mucho tiempo objeto de conjeturas. En ese momento, el ejército francés acusó a Huế de apoyar subrepticiamente a Định en contravención del tratado, mientras que Huế lo negó, alegando públicamente que las acciones de Định al resistir a los franceses serían contraproducentes para intentar mantener la soberanía vietnamita. 
Después de la firma del Tratado de Saigón, el tribunal de Huế intentó recuperar lo que había perdido militarmente a través de la diplomacia. Los negociadores vietnamitas buscaron revertir la cesión territorial, que consideraron la cláusula más humillante del tratado. A finales de 1863, los vietnamitas propusieron extensas concesiones financieras, económicas y concesiones políticas] a cambio del retorno de las tres provincias. Tự Đức envió a Gian a Francia para buscar una audiencia con Napoleón III. Allí Gian se comportó de una manera impotente en un intento de obtener piedad del monarca francés. Gian prometió que Vietnam pagaría grandes indemnizaciones por los conflictos militares, otorgaría más concesiones comerciales y un protectorado sobre las seis provincias del sur. Napoleón estuvo de acuerdo en un principio, pero la decisión fue revocada después de la presión ejercida por los agentes de la policía francesa.
Tự Đức seguía esperando que el cumplimiento del tratado por parte de los vietnamitas convenciera a Francia de que devolviera las tres provincias del sur. En palabras de Gian, la plena cooperación de Vietnam con el tratado de 1862 era necesaria para mantener la posibilidad de una retrocesión territorial. Los oficiales franceses en Saigón, la capital de Cochinchina, frecuentemente acusaron a la corte Nguyễn de violar el tratado al apoyar silenciosamente la resistencia continua. En 1867, tomaron esto como pretexto para apoderarse de las otras tres provincias del sur de Vietnam: Vĩnh Long, Hà Tiên y An Giang. 
Los registros de la corte de la dinastía Nguyễn en Huế, el Đại Nam thực lục. (Veritable Records of the Great South) disputan los reclamos franceses, revelando que el tribunal intentó impedir la actividad guerrillera ilegal de gente como  Sin embargo, en un edicto, Định afirmó que Tự Đức apoyaba su lucha, en un intento de obtener apoyo popular. Esto alimentó las afirmaciones francesas de que la guerrilla viajaba periódicamente entre el territorio francés y el territorio soberano contiguo Nguyễn para obtener suministros de los funcionarios provinciales.
Los funcionarios franceses nunca presentaron pruebas concretas del apoyo de Huế a los partisanos del sur o de la connivencia de funcionarios vietnamitas en las provincias soberanas fronterizas con el territorio ocupado por Francia. A pesar de ello, se apoderaron del resto del sur de Vietnam sobre la base de que Huế estaba violando el tratado. El vicealmirante Bonard, gobernador de la Cochinchina francesa desde 1861 hasta 1863, afirmó:
No se puede ocultar el hecho de que la paz estipulada por el Tratado[de 1862] nunca ha sido fielmente ejecutada por el tribunal de Huế Viendo que no podía resistir una guerra convencional, el gobierno anamita organizó, abiertamente antes de la paz, clandestinamente y sin ayuda después, una insurrección permanente en Cochin China...... Quan Dinh[Mandarin Dinh], jefe de la insurrección en Gò Công, aunque públicamente repudiado por el virrey de Vĩnh Long Phan Thanh Gian, que le ha pedido en varias ocasiones que se retire para poder aplicar el tratado de paz, se ha negado absolutamente a hacerlo. Aparentemente se encuentra en un estado de rebelión, pero el gobierno de Huế, que públicamente le ha dado órdenes que ha desobedecido, lo apoya clandestinamente y le suministra armas, municiones y sellos.
Los historiadores simpatizantes de la colonización reiteraron las afirmaciones de los oficiales sobre los contactos entre Huế y los partisanos del sur. De Poyen escribió que la insurgencia del sur "estaba incesantemente excitada y apoyada por emisarios de Huế, que viajaban por todo el país". Milton Osborne, aunque señaló que las pruebas eran circunstanciales, afirmó que las acusaciones francesas eran probablemente legítimas:
La escala de las subidas de diciembre de 1862 sugiere ciertamente un esfuerzo organizado y concertado, respaldado por Huế Este juicio, sin embargo, se basa en inferencias, no en hechos concretos. Después del fracaso de los levantamientos de 1862, Huế tuvo poca participación activa en los repetidos levantamientos en el Sur...... La no participación en la práctica no significó el fin del interés, y parece haber alguna razón para aceptar las acusaciones francesas de que los levantamientos esporádicos contra su control de Cochinchina recibieron la aprobación clandestina de Huế durante muchos años.